# Piccadilly Circus (London Underground)

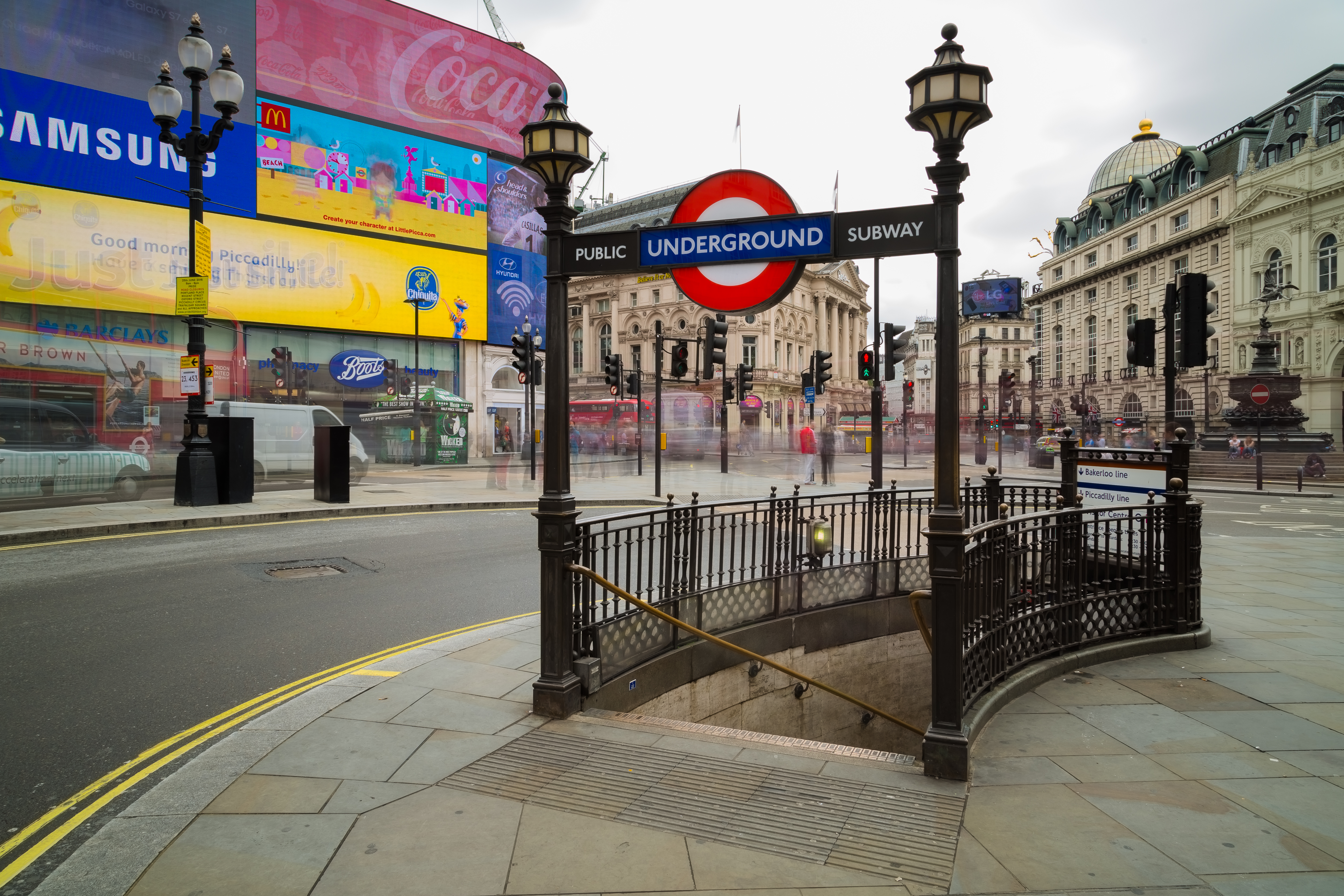
Eingang zur Station Piccadilly Circus nahe der Regent Street

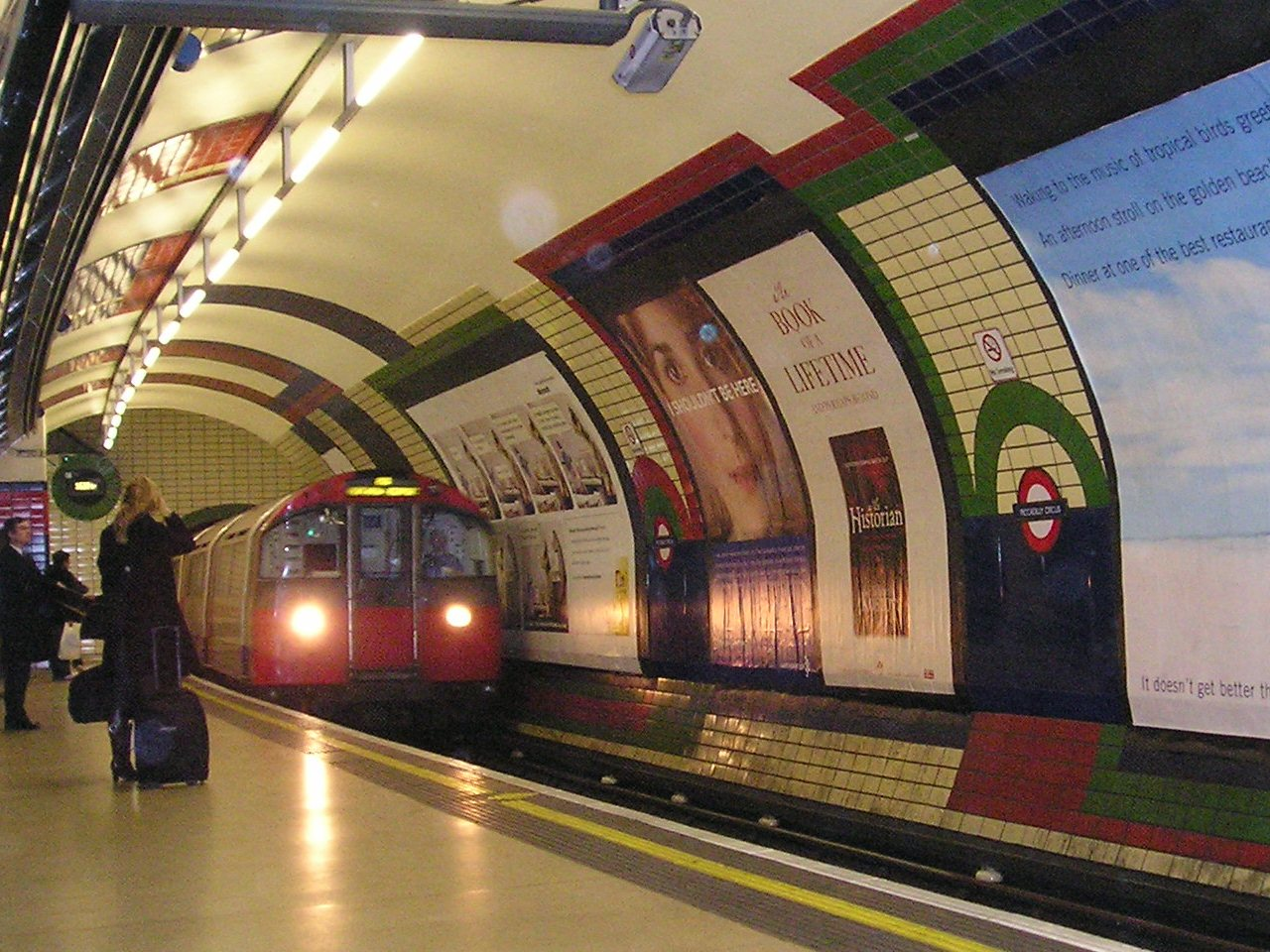
Bahnsteig der Piccadilly Line

Piccadilly Circus ist eine unterirdische Station der London Underground im Stadtbezirk City of Westminster und liegt direkt unter dem Piccadilly Circus. Die in der Travelcard-Tarifzone 1 gelegene Station ist der Kreuzungspunkt von Bakerloo Line und Piccadilly Line. Die Bahnsteige der Ersteren befinden sich in einer Tiefe von 21 Metern, jene der Letzteren sind 31 Meter tief. Eingänge befinden sich an allen Ecken des Platzes. Im Jahr 2014 nutzten 42,93 Millionen Fahrgäste die Station.

## Geschichte
Am 10. März 1906 eröffnete die Baker Street and Waterloo Railway (Vorgängergesellschaft der Bakerloo Line) den ersten Abschnitt ihrer Stammstrecke. Die Station der Great Northern, Piccadilly and Brompton Railway (heutige Piccadilly Line) folgte ein paar Monate später am 15. Dezember 1906.
Ursprünglich befand sich die Schalterhalle in einem von Leslie Green entworfenen Gebäude am Rande des Platzes. Aufgrund der rasanten Zunahme der Fahrgastzahlen vor und nach dem Ersten Weltkrieg stieß die Station rasch an ihre Kapazitätsgrenzen. Es wurde beschlossen, unter dem Platz eine neue Schalterhalle mitsamt Verteilerebene zu bauen, die auch als Fußgängerunterführung dienen sollte. Die Umbauarbeiten begannen im Februar 1925 und kosteten den damals stolzen Betrag von einer halben Million Pfund. Unter anderem wurden elf Rolltreppen eingebaut.
Piccadilly Circus ist heute eine der wenigen Stationen im Zentrum Londons, die kein Stationsgebäude aufweisen. Das ursprüngliche Gebäude wurde nach Inbetriebnahme der umgebauten Station am 21. Juli 1929 geschlossen. In den 1980er Jahren musste es einem Neubau an der Ecke Piccadilly Circus und Haymarket weichen. Wegen der Terroranschläge vom 7. Juli 2005 war die Station der Piccadilly Line während einiger Wochen geschlossen, am 4. August erfolgte die Wiedereröffnung.